# Катраница (Грчка)
Катраница (грч. Πύργοι, Пирги) је насеље у Грчкој у општини Еордеја, периферија Западна Македонија. Према попису из 2021. било је 745 становника.

## Географија
Насеље се налази неколико километара источно од Островског језера, у подножју северозападног дела планине Каракамен. Удаљено је 25 километара североисточно од Кајлара и 37 километара југозападно од Водена.

## Историја
Крајем 19. века Катраница је мешовито словенско насеље. Према Етнографији вилајета Адријанопољ, Монастир и Салоника, штампаној у Цариграду 1878. године, која се односила на мушко становништво 1873. године, Катраница је село у воденској кази са 500 домаћинства, где живи 1.930 Словена хришћана и 520 Словена муслимана. Из Катранице се током 19. века доста породица иселило у Србију, нарочито у Београду. Према Василу Канчову 1900. године у Катраници је живело 940 Словена и 1.100 Турака. Грчка статистика 1904. године показује да је у Катраници живело 1.350 славофоних Грка.
Према секретару Бугарске егзархије, Димитру Мишеву, 1905. године у насељу је живело 1.600 Словена патријаршиста. Године 1906. живели су у Катраници "Словени одани грчкој Патријаршији", који су једва мало говорили грчким језиком.
Насеље је 1913. године имало 2.094 житеља, а 1920. године 2.180. Након исељења муслиманског становништва, према Лозанској конвенцији, 1924. године је насељен већи број Грка, од којих 450 из Турске, тако да је у насељу 1928. живело 1.490 становника, а 1940. 1.882 становника, од којих је половина словенског порекла.
Катраница је за време Другог светског рата доста настрадала. На дан 23. априла 1944. године, Немци у сарадњи са грчким колаборационистима, су запалили село и на зверски начин убили 385 житеља, међу којима је било доста жена и деце. После тога село бележи постепени пад броја становника.
Из места потиче трговац Лазар Панча (умро 24. марта 1831) сарадник кнеза Милоша Обреновића. Лазар је познат као ктитор старе цркве Св. Марка у Београду. Он је оставио своје имање кнезу Милошу са аманетом да му за покој душе подигне ту на Палилули цркву. Кнез је то заиста и урадио 1835. године, а 1838. године поставио и "записну плочу" о ктиторству Панчином, на северном црквеном зиду.
У фрушкогорском манастиру Врднику био је 1753. године у братству проигуман јеромонах Филип Димић, стар 47 године а родом из Катранице. Он је након завршетка школе у Шиду, пострижен за монаха 1722. године од стране духовника Теофана Раковчанина. Његов земљак, монах Јоаникије Манојловић, стар 42 године родом исто из Катранице, био је део братства фрушкогорског манастира Ремете. Јоаникије је изучио школу у граду Сервиџи (Сервији), пострижен је 1733. године у српском манастиру Раковици.
Стаматовићев алманах Сербска пчела, набавила је претплатом 1835. године у Новом Саду, Јулијана Радонић "от Катранице".

### Пописи
| Година       | 1940  | 1951 | 1961  | 1971 | 1981 | 1991 | 2001 | 2011 |
| ------------ | ----- | ---- | ----- | ---- | ---- | ---- | ---- | ---- |
| Становништво | 1.882 | 978  | 1.080 | 847  | 817  | 855  | 886  | 768  |

## Познате личности
- Петар Ичко, српски и османски дипломата
- Димитрије Карамата, српски трговац
- Лазар Панча, српски трговац и ктитор